# Hiawatha
Hiawatha — веб-сервер, доступный для множества операционных систем. Разработка ведётся Хуго Лейсинком (Hugo Leisink) с 2002 года.

## История
Hiawatha был создан в январе 2002 в виде небольшого веб-сервера, способного работать на серверах с устаревшим аппаратным обеспечением. Изначально он был написан для Интернет-серверов в студенческих общежитиях в городе Делфт, Южная Голландия, Нидерланды. Автор, будучи
студентом в области компьютерных наук с особым интересом в сфере информационной безопасности, включил в разрабатываемый веб-сервер различные экспериментальные функции безопасности, многие из которых являются уникальными и со временем доказали свою полезность. Автор говорил: 
Мне давно известно об уязвимостях, существующих в других серверах. Вот что меня беспокоит: время исполнения CGI скриптов. CGI процесс на других серверах может исполняться вечно. Один-единственный CGI скрипт может подвергнуть сервер DoS-атаке. Системному администратору приходится прерывать скрипт. А как насчет клиента (или хакера), который пытается подобрать пароли для HTTP аутентификации? Эти проблемы воодушевили меня к созданию Hiawatha с настройками для максимального времени отправки запроса, максимального времени исполнения CGI скриптов, блокирования клиентов, и т. д. По моему мнению, каждый сервер должен обладать такими функциями.
Номер журнала Linux Magazine за январь 2009 года содержал отдельную статью о веб-сервере Hiawatha.
Наиболее важные релизы:
- 1.0: Сентябрь 2002 года. Базовый, но функциональный веб-сервер.
- 2.0: Март 2004 года. Использование многопоточности вместо системного вызова fork.
- 3.0: Сентябрь 2004 года. Поддержка SSL.
- 4.0: Декабрь 2005 года. Добавлен CGI-wrapper для повышенной безопасности.
- 5.0: Октябрь 2006 года. Поддержка FastCGI для повышения скорости CGI.
- 5.2: Ноябрь 2006 года. Первичная интеграция в систему портов FreeBSD начиная с версии 5.2 в декабре 2006 года[4], в коллекцию портов OpenBSD начиная с версии 5.7 в марте 2007 года[5].
- 5.12: Август 2007 года. Поддержка URL rewriting.
- 6.0: Октябрь 2007 года. Поддержка IPv6.
- 6.6: Апрель 2008 года. Поддержка XSLT.
- 6.10: Октябрь 2008 года. Добавлена функция предупреждения межсайтовой подделки запроса.
- 7.0: Февраль 2010 года. Поддержка удаленного мониторинга.
- 8.0: Январь 2012 года. Autoconf заменен на CMake, OpenSSL заменен на PolarSSL.
- 9.0: Март 2013 года. Клиенты обслуживаются через пул потоков вместо создания потоков на лету.

## Функциональные возможности
В веб-сервере Hiawatha реализованы все важнейшие функции современного веб-сервера, такие как:
- поддержка CGI и FastCGI с балансировкой нагрузки
- Поддержка больших файлов
- Функциональность Reverse proxy
- Поддержка Chroot
- Инструменты для работы с URL с поддержкой URL rewriting
- Поддержка SSL and TLS
- HTTP аутентификация
- Шейпинг трафика
- Внутреннее кэширование файлов
- Поддержка IPv6
- Сжатие HTTP c использованием gzip
- Виртуальный хостинг
- Поддержка WebDAV приложений
- Поддержка Server Name Indication начиная с версии 8.6

Hiawatha содержит множество функций безопасности, которых нет в других веб-серверах, такие как предотвращение  внедрения
SQL-кода, межсайтового скриптинга (XSS), межсайтовой подделки запроса(CSRF), защита от DoS-атак, контроль ссылок на внешние изображения, блокирование потенциальных взломщиков, ограничение времени выполнения CGI приложений. Автор работал над поддержкой RFC3546, но из-за недостатка документации по OpenSSL это не удавалось реализовать. Все же, поддержка RFC3546 была включена начиная с версии 8.6, с использованием библиотеки PolarSSLv1.2.

## Производительность
Хотя основное внимание при разработке веб-сервера уделялось вопросам безопасности, Hiawatha показывает хорошие результаты в скорости и
производительности. Согласно тесту производительности, проведенному в рамках независимого исследования SaltwaterC, Hiawatha опережает другие
программы в отдаче статического контента. Hiawatha поддерживает балансируемый FastCGI и имеет собственную утилиту PHP-FastCGI utility, хотя последняя устарела и была замещена утилитой FastCGI Process Manager (PHP-FPM). Это позволяет быстро и масштабируемо обслуживать динамичный контент.